# Coming Home (Pixie Lott)
Coming Home è una canzone di Pixie Lott estratta come secondo singolo dalla ristampa del suo album di debutto Turn It Up Louder il 30 ottobre 2010. È stata cantata insieme a Jason Derulo e prodotta da James F. Reynolds.

## Tracce
Testi di Sirach Charles.
1. Coming Home – 3:36
2. Coming Home (feat. Jason Derülo) – 3:36

## Classifiche
| Classifica (2010) | Posizione massima |
| ----------------- | ----------------- |
| Regno Unito       | 51                |

## Crediti[2]
- Compositore: Sirach Charles
- Cantanti: Pixie Lott Jason Derulo
- Produttori: James F Reynolds, Zach Hancock
- Mixaggio: Reynolds
- Backing Vocalist: Pixie Lott, Jason Derülo, Victoria Akintola, Sirach Charles